# Resolutie 1818 Veiligheidsraad Verenigde Naties
Resolutie 1818 van de Veiligheidsraad van de Verenigde Naties werd op 13 juni 2008
unaniem aangenomen door de VN-Veiligheidsraad
en verlengde de VN-vredesmissie op Cyprus met een halfjaar.

## Achtergrond
Nadat in 1964 geweld was uitgebroken tussen de Griekse en Turkse bevolkingsgroep op Cyprus stationeerden de VN de UNFICYP-vredesmacht op het eiland. Die macht wordt sindsdien om het halfjaar verlengd. In 1974 bezette Turkije het noorden van Cyprus na een Griekse poging tot staatsgreep. In 1983 werd dat noordelijke deel met Turkse steun van Cyprus afgescheurd. Midden 1990 begon het toetredingsproces van (Grieks-)Cyprus tot de Europese Unie maar de EU erkent de Turkse Republiek Noord-Cyprus niet.

## Inhoud

### Waarnemingen
Volgens de secretaris-generaal bleef de situatie rond de
Groene Lijn in Cyprus rustig en daalde het aantal incidenten. Op beide partijen werd wel aangedrongen de spanningen niet te doen oplopen.

### Handelingen
Op de partijen werd aangedrongen allesomvattende onderhandelingen voor te bereiden. De Veiligheidsraad verlengde het mandaat van de UNFICYP-vredesmacht tot 15 december 2008.
Bij de Turks-Cyprioten en het Turkse leger werd ook nog eens aangedrongen het militaire status quo in Strovilia van voor 30 juni 2000 te herstellen.

## Verwante resoluties
- Resolutie 1758 Veiligheidsraad Verenigde Naties (2007)
- Resolutie 1789 Veiligheidsraad Verenigde Naties (2007)
- Resolutie 1847 Veiligheidsraad Verenigde Naties
- Resolutie 1873 Veiligheidsraad Verenigde Naties (2009)

Lijst ·  1795 ·  1796 ·  1797 ·  1798 ·  1799 ·  1800 ·  1801 ·  1802 ·  1803 ·  1804 ·  1805 ·  1806 ·  1807 ·  1808 ·  1809 ·  1810 ·  1811 ·  1812 ·  1813 ·  1814 ·  1815 ·  1816 ·  1817 ·  1818 ·  1819 ·  1820 ·  1821 ·  1822 ·  1823 ·  1824 ·  1825 ·  1826 ·  1827 ·  1828 ·  1829 ·  1830 ·  1831 ·  1832 ·  1833 ·  1834 ·  1835 ·  1836 ·  1837 ·  1838 ·  1839 ·  1840 ·  1841 ·  1842 ·  1843 ·  1844 ·  1845 ·  1846 ·  1847 ·  1848 ·  1849 ·  1850 ·  1851 ·  1852 ·  1853 ·  1854 ·  1855 ·  1856 ·  1857 ·  1858 ·  1859